# 金陵四大家族
金陵四大家族指《紅樓夢》中賈、史、王、薛四大家族。此四家同為祖籍金陵的顯貴，有權有勢，透過長期的權宜婚姻，關係密切。如賈母娘家為史府；王夫人與王熙鳳嫁入賈府；王夫人胞妹王氏嫁入薛家；薛寶釵嫁給賈寶玉等等。書中道：「這四家皆連絡有親，一損皆損，一榮皆榮，扶持遮飾，俱有照應的。」關於四大家族的雙關隱喻，主要有『家亡血史』和『假寫往事』兩種說法。

## 概述
另有「護官符」之說，說明四族之顯赫，連官府亦要巴結：（按甲戌本）
- 賈不假，白玉為堂金作馬。
- 阿房宮，三百里，住不下金陵一個史。
- 東海缺少白玉床，龍王請來金陵王。
- 豐年好大雪（諧音薛），珍珠如土金如鐵。

贾家为开国八公之二，两门袭爵，分宁国府、荣国府；史家为尚书令史公后裔，同样为两门袭爵，分忠靖侯、保龄侯；王家袭统治县伯，由王夫人兄长，九省都检点王子腾承袭；薛家未有爵位，祖上为紫薇舍人。